# مايسي مورافسكي
مايسي مورافسكي (بالبولندية: Maciej)‏ (مواليد 20 فبراير 1974) هو لاعب كرة قدم. يلعب مع منتخب بولندا لكرة القدم. سبق له أن لعب في كأس العالم لكرة القدم مع منتخب بلاده.

## روابط خارجية
- مايسي مورافسكي على موقع الاتحاد الدولي (مؤرشف)  (الإنجليزية)
- مايسي مورافسكي على موقع قاعدة بيانات كرة القدم.إي يو (الإنجليزية)
- مايسي مورافسكي على موقع ناشيونال فوتبول تيمز (الإنجليزية)
- مايسي مورافسكي على موقع عالم كرة القدم.نت (الإنجليزية)